# ヘルベンダー
ヘルベンダー（Cryptobranchus alleganiensis）は、両生綱有尾目オオサンショウウオ科ヘルベンダー属に分類される有尾類。本種のみでヘルベンダー属を構成する。和名はアメリカオオサンショウウオ。

## 分布
C. a. alleganiensis　イースタンヘルベンダー（ヒガシアメリカオオサンショウウオ）
アメリカ合衆国（ニューヨーク州南部からミシシッピ州北部にかけて、ミズーリ州中部）
C. a. bishopi　オザークヘルベンダー
アメリカ合衆国（アーカンソー州北部、ミズーリ州南東部＜オザーク高原のブラック川、ホワイト川水系＞）

## 形態
C. a. alleganiensis
全長45-75センチメートル。皮膚はAndriasにみられるような密生する細かい突起を欠き、また、光沢に乏しく、全体に皺やヒダ状を呈する部分が目立つ。
C. a. bishopi　オザークヘルベンダー
全長30-50センチメートル。基亜種よりも若干小型で、背面や喉に暗色の斑紋が入る。鰓穴は成体では塞がる個体もいる。

## 分類
- Cryptobranchus alleganiensis alleganiensis　(Daudin, 1803)　　Eastern hellbender
- Cryptobranchus alleganiensis bishopi　Grobman, 1942　オザークヘルベンダー　Ozark hellbender

## 生態
大きな岩がある流れの速い河川などに生息する。完全水生。岩や倒木の下を巣穴にする。
食性は動物食で、魚類、甲殻類、巻貝などを食べる。
繁殖形態は卵生。8-11月に倒木や岩などにある流れの直接当たらない穴に、数珠状になった150-500個の卵を産む。オスは卵が孵化するまで新鮮な水を送り保護する。卵は45-75日で孵化する。幼生は孵化してから1か月は卵黄のみで育つ。生後1-2年で幼体に変態し、5-8年、体長30cm程で性成熟に至る。

## 人間との関係
ペットとして飼育されることもあり、日本にも輸入されていた。流通量は少なく、主に基亜種が流通していた。亜種オザークヘルベンダーは生息地の州法で厳重に保護されているため、ヨーロッパや日本国内で長期飼育された個体が極めてまれに流通していたのみ。大型種のため大型のケージが用意できない限り一般家庭での飼育は薦められない。水流が強く溶存酸素量が多い環境を好むため、デュフューザーなどで強い水流を作ったり水中の溶存酸素量を増やし、場合によっては水槽用のクーラーを設置する。水流の弱い場所には平石を組んだ隠れ家などを設置する。